# Dragon's Lair

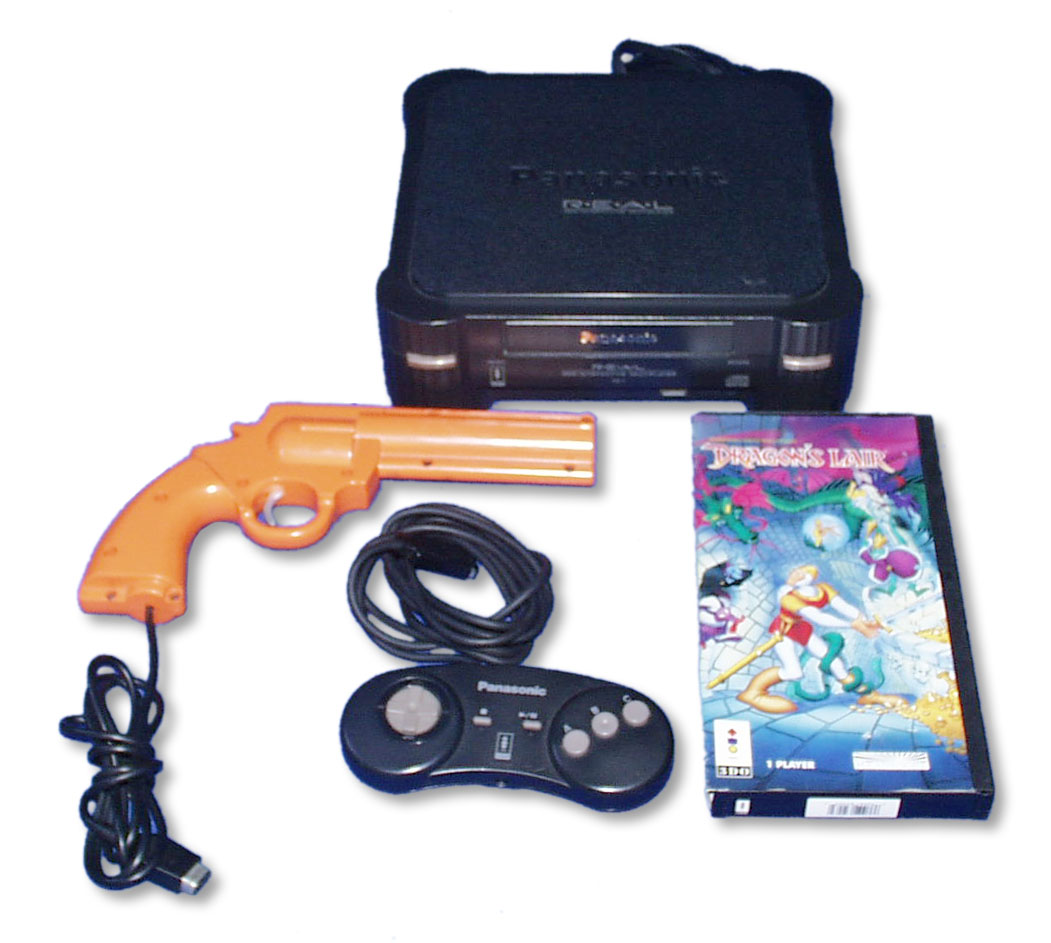
3DO med Dragon’s Lair

Dragon's Lair är ett datorspel som ursprungligen släpptes som arkadspel 1983 och senare utvecklades för flera plattformar. Spelet har fått många uppföljare och relaterade spel, och en film baserad på spelet har länge varit på gång.
I spelet följer spelaren den tappre riddaren Dirk Daring som försöker rädda den vackra prinsessan Daphne från drakens klor. För att klara det måste han sätta sitt liv på spel mer än en gång. Han möter hinder i form av stup, fladdermöss, ormar, ödlekungen och mycket mer. Spelet har blivit känt för sin för tiden otroligt avancerade grafik. Grafiken i Dragon's Lair är till större delen inte datorgenererad, utan tecknad film av Don Bluth som spelas upp från en laserdisc.

## Konsoler
Spelet har utvecklats till flera olika plattformar och spelkonsoler.
| Year | ## | Plattform                           | Media                 | Utvecklare      | Utgivare                        | Notis |
| ---- | -- | ----------------------------------- | --------------------- | --------------- | ------------------------------- | --- |
| 1983 | 01 | Arkadspel                           | Laserdisc             | Starcom         | Cinematronics                   | Ursprunglig release |
| 1984 | 02 | Coleco Adam                         | Spelkassett           |                 | Coleco                          | |
| 1984 | 03 | Coleco Adam                         | Diskett               |                 | Coleco                          | |
| 1986 | 04 | Amstrad CPC                         | Spelkassett           |                 | Software Projects               | |
| 1986 | 05 | Amstrad CPC                         | Diskett               |                 | Software Projects               | |
| 1986 | 06 | ZX Spectrum                         | Kassett               |                 | Software Projects               | |
| 1986 | 07 | Commodore 64                        | Kassett               |                 | Software Projects               | |
| 1987 | 08 | ZX Spectrum                         | Cartridge             |                 | Software Projects               | Budgetrelease |
| 1987 | 09 | Amstrad CPC                         | Spelkassett           |                 | Software Projects               | Releasenamn: Escape From Singe’s Castle                                                                                      |
| 1987 | 10 | Amstrad CPC                         | Diskett               |                 | Software Projects               | Releasenamn: Escape From Singe’s Castle                                                                                      |
| 1987 | 11 | ZX Spectrum                         | Kassett               |                 | Software Projects               | Releasenamn: Escape From Singe’s Castle                                                                                      |
| 1987 | 12 | Commodore 64                        | Kassett               |                 | Software Projects               | Releasenamn: Escape From Singe’s Castle                                                                                      |
| 1987 | 13 | Commodore 64                        | Diskett               |                 | Amazing Software                | Återutgiven version inkluderar båda kassett-versioner på en "flippy"                                                         |
| 1989 | 14 | Amiga                               | Diskett               |                 | Readysoft                       | |
| 1989 | 15 | Amiga                               | Diskett               |                 | Readysoft                       | Releasenamn: Escape From Singe’s Castle                                                                                      |
| 1989 | 16 | Atari ST                            | Diskett               |                 | Readysoft                       | |
| 1989 | 17 | Persondator                         | Diskett               |                 | Sullivan Bluth / Merit Software | Släppt på: 5.25" Floppy |
| 1989 | 18 | Persondator                         | Diskett               |                 | Sullivan Bluth / Merit Software | Släppt på: 3.5" Floppy |
| 1990 | 19 | Nintendo Entertainment System       | Kassett               |                 | Elite Systems                   | |
| 1990 | 20 | Game Boy                            | Kassett               |                 | Elite Systems                   | |
| 1990 | 21 | Macintosh Plus / SE                 | Diskett               |                 | Readysoft                       | |
| 1990 | 22 | Atari ST                            | Kassett               |                 | Readysoft                       | |
| 1991 | 23 | Persondator                         | Diskett               |                 | Readysoft                       | |
| 1991 | 24 | Persondator                         | Diskett               |                 | Readysoft                       | Releasenamn: Escape From Singe’s Castle                                                                                      |
| 1991 | 25 | Persondator                         | Diskett               |                 | Readysoft                       | Releasenamn: Escape From Singe’s Castle                                                                                      |
| 1991 | 26 | Apple Macintosh                     | Diskett               |                 | Readysoft                       | Releasenamn: Escape From Singe’s Castle (denna version inkluderar några nivåer från arkadspelet Dragon's Lair II: Time Warp) |
| 1992 | 27 | Super Nintendo Entertainment System | Kassett               |                 | Data East                       | |
| 1993 | 28 | Sega CD                             | CD-ROM                |                 | Readysoft                       | |
| 1993 | 29 | Persondator                         | CD-ROM                |                 | Readysoft                       | |
| 1993 | 30 | 3DO                                 | CD-ROM                |                 | Readysoft                       | |
| 1993 | 31 | Mega-CD                             | CD-ROM                |                 | Readysoft                       | |
| 1994 | 32 | Apple Macintosh                     | CD-ROM                |                 | Readysoft                       | |
| 1994 | 33 | CD-i                                | CD-ROM                |                 | Readysoft                       | |
| 1995 | 34 | Atari Jaguar                        | CD-ROM                |                 | Readysoft                       | |
| 1997 | 35 | Windows 95                          | CD-ROM                |                 | Digital Leisure                 | Releasenamn: Deluxe Pack (innehåller också Space Ace och Dragon's Lair II)                                                   |
| 1997 | 36 | Persondator                         | DVD-ROM               |                 | Digital Leisure                 | |
| 1998 | 37 | DVD-spelare                         | DVD                   |                 | Digital Leisure                 | |
| 1998 | 38 | Windows 98                          | DVD-ROM               |                 | Digital Leisure                 | |
| 2000 | 39 | Game Boy Color                      | Kassett               |                 | Capcom                          | |
| 2000 | 40 | Playstation 2                       | DVD                   |                 | Digital Leisure                 | |
| 2001 | 41 | Windows XP                          | CD-ROM                |                 | Digital Leisure                 | Arkadautentisk |
| 2001 | 42 | Xbox                                | DVD                   |                 | Digital Leisure                 | |
| 2002 | 43 | DVD-spelare                         | DVD                   |                 | Digital Leisure                 | Releasenamn: 20th Anniversary Pack                                                                                           |
| 2002 | 44 | Apple Macintosh                     | DVD-ROM               |                 | Digital Leisure                 | |
| 2002 | 45 | Gamecube                            | CUBE-DVD              | DragonStone     | Capcom                          | Omgjord som: Dragons Lair 3D                                                                                                 |
| 2002 | 46 | Xbox                                | Xbox-DVD              | DragonStone     | Ubisoft                         | Omgjord som: Dragons Lair 3D                                                                                                 |
| 2002 | 47 | Persondator                         | CD-ROM                | DragonStone     | Ubisoft                         | Omgjord som: Dragons Lair 3D                                                                                                 |
| 2003 | 48 | Windows XP                          | CD-ROM                |                 | Digital Leisure                 | Releasenamn: 20th Anniversary Pack                                                                                           |
| 2004 | 49 | Playstation 2                       | PS2-DVD               | DragonStone     | THQ                             | Releasenamn: Dragon’s Lair 3D - Special Edition                                                                              |
| 2004 | 50 | Gamecube                            | CUBE-DVD              | DragonStone     | THQ                             | Releasenamn: Dragon’s Lair 3D - Special Edition                                                                              |
| 2005 | 51 | Mobiltelefon                        | Nedladdning           |                 | Disney Mobile                   | |
| 2006 | 52 | Windows XP                          | DVD-ROM               |                 | Digital Leisure                 | HD WMV |
| 2007 | 53 | Blu-ray-spelare                     | BD-R                  | Infinite HD     | Digital Leisure                 | |
| 2007 | 54 | Playstation 3                       | BD-R                  | Infinite HD     | Digital Leisure                 | |
| 2007 | 55 | HD DVD-spelare                      | HD DVD                | Infinite HD     | Digital Leisure                 | |
| 2007 | 56 | Xbox 360                            | HD DVD                |                 | Digital Leisure                 | |
| 2007 | 57 | Persondator                         | DVD                   |                 | Digital Leisure                 | 20th Anniversary Pack släpptes på 1 DVD istället för på 4 disketter                                                          |
| 2009 | 58 | Iphone                              | Nedladdning           | Digital Leisure | Electronic Arts                 | |
| 2009 | 59 | Nintendo DSi (DSiWare)              | Nedladdning           | Digital Leisure | Digital Leisure                 | |
| 2010 | 60 | Wii                                 | Nintendo optical disc | Digital Leisure | Destineer                       | Releasenamn: Dragon's Lair Trilogy (inkluderar Dragon's Lair, Dragon's Lair II: Time Warp och Space Ace)                     |
| 2010 | 61 | Ipad                                | App Store             | Digital Leisure | Dragon's Lair LLC               | |
| 2010 | 62 | Nintendo DS                         | DS Game Card          | Digital Leisure | Destineer                       | |
| 2010 | 63 | Playstation 3 (Playstation Network) | Nedladdning           | Digital Leisure | Digital Leisure                 | |
| 2011 | 64 | PSP                                 | Nedladdning           | Digital Leisure | Digital Leisure                 | |
| 2011 | 65 | Android                             | Nedladdning           | Digital Leisure | Digital Leisure                 | |
| 2011 | 66 | Nintendo 3DS                        | Nedladdning           | Digital Leisure | Digital Leisure                 | |
| 2012 | 67 | Xbox Live Arcade                    | Nedladdning           | Digital Leisure | Microsoft Studios               | Version som går att spela med Kinect med Xbox 360 controller                                                                 |
| 2013 | 68 | Persondator                         | Nedladdning           | Digital Leisure | Digital Leisure                 | |
| 2013 | 69 | OS X                                | Nedladdning App Store | Digital Leisure | Digital Leisure                 | |